# مجزرة رفح (13 أكتوبر 2023)
مجزرة رفح (13 أكتوبر 2023) هي مجزرةٌ ارتكبها سلاح الجوّ الإسرائيلي حينما أغارَ على مدينة رفح. وخلال يوم الجمعة الموافق 13 أكتوبر 2023 قام سلاح الجو بشن سلسلة غارات على مدينة رفح التي تقع في أقصى جنوب قطاع غزة، واستهدفت هذه الغارات عدة بنايات سكنية. هذه المجزرة من ضمن عدة مجازر وقعت خلال عملية طوفان الأقصى. تسبّبت هذه المجزرة الإسرائيليّة والتي استهدفت مدينة رفح إلى استشهاد أكثر من 22 شهيداً وجميعهم من مدينة رفح.

## خلفية الحدث
في ساعاتِ الصباح الأولى من يوم السابع من أكتوبر 2023 أطلقت حركة المقاومة الإسلامية حماس عبر ذراعها العسكري كتائب الشهيد عز الدين القسام عملية طوفان الأقصى وذلك ردًا على الاعتداءات الإسرائيلية وتدنيس الأقصى والاستمرار في الاستيطان، كما أكّد على ذلك محمد الضيف القائد العام للقسّام والذي أعطى إشارة انطلاق العمليّة التي شهدت اقتحامًا من المقاومين لمستوطنات غلاف غزة ونجحوا في قتلِ عدد كبيرٍ من الجنود الإسرائيليين، وأسر عشرات آخرين كما استطاعوا خلال ساعات قطع عشرات الكيلومترات ووصلوا لمستوطنات أبعد من تلك المحيطة والقريبة من قطاع غزة.
استمرَّت الاشتباكات بين الجيش الإسرائيلي وبين المقاومين في عديد من المستوطنات وعلى رأسها مستوطنة سديروت. الرد الإسرائيلي على هذه العمليّة جاء من خلال شنّ سلاح الجو الإسرائيلي عشرات الغارات العشوائيّة على القطاع متسبّبة في مقتل عشرات المدنيين وتدمير البنية التحتية لمدن القطاع، ليصل حد فرض إغلاق شامل وقطع متعمد لكل الخدمات من ماء وكهرباء وغاز، وهو ما هدَّد حياة أكثر من مليونَي فلسطيني يعيشُ داخل القطاع الذي يُعاني أصلًا من تبعات الحصار الخانق عليهم منذ ستة عشر عاماً.

## الضحايا
1. نسرين يحيى أبو هلال
2. شادية صالح مرجونة
3. جاسر سليمان مرجونة
4. حسن محمد أبو جزر
5. محمد رأفت أبو هلال
6. مرزوقة فريح أبو جزر
7. نبال صبري برهوم
8. سها عزمي زنون
9. زكي نصار زنون
10. بلال سعيد أبو جزر
11. صابرين حسين أبو هلال
12. يحيى خالد أبو هلال
13. صباح محمد برهوم
14. عبد الرحمن أيمن برهوم
15. أحمد عزمي زنون
16. أسماء بسام برهوم
17. بدرية زنون
18. وتين يحيى أبو هلال
19. محمد عاطف شيخ العيد
20. أمل عاطف شيخ العيد
21. وسيم ناصر شيخ العيد
22. رهف عاطف شيخ العيد